# Ipout
L'Ipout (en russe : Ипуть) est une rivière de l'oblast de Briansk en Russie et du voblast de Homiel en Biélorussie. Elle est un affluent de la rivière Soj. L'Ipout mesure 437 km de longueur et draine un bassin de 10 900 km2

## Principales villes sur l'Ipout
- Novozybkov
- Souraj
- Dobrouch

## Hydrologie
Le débit annuel moyen de la rivière est de 83,4 m3/s (près du village Novye Bobovitchi).

Elle gèle fin novembre et se libère fin mars, début avril.

La plupart des rives sont basses.